# Théâtre de l'ABC
Théâtre de l'ABC (česky Divadlo ABC) nebo jen ABC bylo slavné varieté v Paříži. Nacházelo se na adrese Boulevard Poissonnière č. 11 ve 2. obvodu.

## Historie
V roce 1935 bylo bývalé divadlo Théâtre Plaza přeměněno na varieté. Jeho zakladatel Mitty Goldin vybral název ABC, aby se nacházelo na začátku abecedního programu představení. Varieté se rychle stalo populárním, před druhou světovou válkou zde vystupovali např. Marie Dubas, Fréhel, Georgius, Édith Piaf, Jean Sablon a mnoho jiných. Charles Trenet zde v roce 1938 začínal.
Během německé okupace a krátce po válce zde vystupovali Tino Rossi, Léo Marjane, Compagnons de la chanson, Georges Ulmer, Patachou aj.
Na počátku 50. let se varieté začalo zaměřovat spíše na operety jako byly La P'tite Lili (Eddie Constantine a Édith Piaf) a především La Route fleurie Francise Lopeze (Georges Guétary a Bourvil). Na konci 50. let varieté zasáhla krize a byl změněn program. V lednu 1962 zde vystupovala rocková skupina Les Chats Sauvages.
V květnu 1965 bylo ABC přeměněno na kino, které se zde nacházelo až do prosince 1981, kdy se přestěhovalo a budova byla nahrazena novou.